# Gmina Mochowo
Die Gmina Mochowo ist eine Landgemeinde (gmina wiejska) im Powiat Sierpecki der Woiwodschaft Masowien, Polen. Ihr Sitz ist das gleichnamige Dorf.

## Gliederung
Zur Landgemeinde Mochowo gehören folgende Dörfer mit einem Schulzenamt:
Adamowo
Bendorzyn
Bożewo
Bożewo Nowe
Cieślin
Dobaczewo
Dobrzenice Małe
Florencja
Gozdy
Grabówiec
Grodnia
Kapuśniki
Kokoszczyn
Ligowo
Ligówko
Lisice Nowe (dt.: Lisitz (1943–1945))
Łukoszyn
Łukoszyno-Biki
Malanowo Nowe
Malanowo Stare
Malanówko
Mochowo (dt.: Mochau (1943–1945))
Mochowo-Dobrzenice
Mochowo-Parcele
Myszki-Żabiki
Obręb
Osiek
Rokicie
Romatowo
Sulkowo-Bariany
Sulkowo Rzeczne
Śniechy
Załszyn
Zglenice-Budy
Zglenice Duże (dt.: Groß Zglenitz (1943–1945))
Zglenice Małe (dt.: Klein Zglenitz (1943–1945))
Żółtowo (dt.: Schultau (1943–1945))
Żuki
Żurawin
Żurawinek
Weitere Ortschaften der Gemeinde sind Choczeń, Dobrzenice Duże und Mochowo Nowe.